# 31. Primetime Emmy-gála
A 31. Primetime Emmy-gála során az 1978 és 1979 között főműsoridőben bemutatott, amerikai televíziós programokat értékelték. A jelölteket az Academy of Television Arts & Sciences választotta ki. A Los Angeles-i Pasadena Civic Auditoriumben tartott ceremóniát az ABC tűzte műsorra 1979. szeptember 9-én. A műsor házigazdái Henry Winkler és Cheryl Ladd voltak. Ez  volt az első alkalom, hogy a minisorozat és a tévéfilm kategóriákat egyesítették, és a későbbi gálák során is ez volt a szokás a kategóriák 2011-es, végleges egyesítéséig. Ez volt továbbá az egyedüli alkalom, hogy a vígjáték és a varieté kategóriákat összevonták, a következő évben ismét külön kategóriákban indultak.

## Győztesek és jelöltek
A nyertesek félkövérrel jelölve.

### Műsorok
| Legjobb vígjátéksorozat | Legjobb drámasorozat |
| --- | --- |
| - Taxi (ABC) - All in the Family (CBS) - Barney Miller (ABC) - MASH (CBS) - Egy úr az űrből (ABC)                                                                                               | - Lou Grant (CBS) - The Paper Chase (NBC) - Rockford nyomoz (NBC)                                                                    |
| Legjobb minisorozat | Legjobb tévéfilm |
| - Roots: The Next Generations (ABC) - Backstairs at the White House (NBC) - Blind Ambition (CBS)                                                                                                | - Halálos véletlen (ABC) - Dummy (CBS) - Először megtanulsz sírni (CBS) - The Jericho Mile (ABC) - Summer of My German Soldier (NBC) |
| Legjobb varieté különkiadás | |
| - Steve & Eydie Celebrate Irving Berlin (NBC) - Arthur Fiedler: Just Call Me Maestro (PBS) - Muppet Show (szindikált sugárzás) - Saturday Night Live (NBC) - Shirley MacLaine at the Lido (CBS) | |

### Színészek

#### Főszereplők
| Legjobb férfi főszereplő (vígjátéksorozat) | Legjobb női főszereplő (vígjátéksorozat) |
| --- | --- |
| - Carroll O'Connor (Archie Bunker) - All in the Family (CBS) - Alan Alda (Hawkeye Pierce) - MASH (CBS) - Judd Hirsch (Alex Reiger) - Taxi (ABC) - Hal Linden (Barney Miller) - Barney Miller (ABC) - Robin Williams (Mork) - Egy úr az űrből (ABC) | - Ruth Gordon (Dee Wilcox) - Taxi (ABC) (Epizód: "Sugar Mama") - Katherine Helmond (Jessica Tate) - Soap (ABC) - Linda Lavin (Alice Hyatt) - Alice (CBS) - Isabel Sanford (Louise Jefferson) - The Jeffersons (CBS) - Jean Stapleton (Edith Bunker) - All in the Family (CBS)                                      |
| Legjobb férfi főszereplő (drámasorozat) | Legjobb női főszereplő (drámasorozat) |
| - Ron Leibman (Martin Kazinsky) - Kaz (CBS) - Ed Asner (Lou Grant) - Lou Grant (CBS) - James Garner (Jim Rockford) - Rockford nyomoz (NBC) - Jack Klugman (Dr. Quincy) - Quincy, M.E. (NBC)                                                        | - Mariette Hartley (Dr. Caroline Fields) - The Incredible Hulk (CBS) (Epizód: "Married") - Barbara Bel Geddes (Eleanor Southworth Ewing Farlow) - Dallas (CBS) - Rita Moreno (Rita Capkovic) - Rockford nyomoz (NBC) (Epizód: "Rosendahl and Gilda Stern are Dead") - Sada Thompson (Kate Lawrence) - Family (ABC) |
| Legjobb férfi főszereplő (minisorozat vagy különkiadás) | Legjobb női főszereplő (minisorozat vagy különkiadás) |
| - Peter Strauss (Larry "Rain" Murphy) - The Jericho Mile (ABC) - Ned Beatty (Gene Mullen) - Halálos véletlen (ABC) - Louis Gossett Jr. (Levi Mercer) - Backstairs at the White House (NBC) - Kurt Russell (Elvis Presley) - Elvis (ABC)            | - Bette Davis (Lucy Mason) - Idegenek (CBS) - Carol Burnett (Peg Mullen) - Halálos véletlen (NBC) - Olivia Cole (Maggie Rogers) - Backstairs at the White House (NBC) - Katharine Hepburn (Miss Lilly Moffat) - Zöld a vetés (CBS) - Mary Tyler Moore (Betty Rollin) - Először megtanulsz sírni (CBS)              |

#### Mellékszereplők
| Legjobb férfi mellékszereplő (vígjátéksorozat) | Legjobb női mellékszereplő (vígjátéksorozat) |
| --- | --- |
| - Robert Guillaume (Benson DuBois) - Soap (ABC) - Gary Burghoff (Radar O'Reilly) - MASH (CBS) - Danny DeVito (Louie De Palma) - Taxi (ABC) - Max Gail (Stan Wojciehowicz) - Barney Miller (ABC) - Harry Morgan (Sherman T. Potter) - MASH (CBS) | - Sally Struthers (Gloria Bunker-Stivic) - All in the Family (CBS) (Epizód: "California, Here We Are") - Polly Holiday (Florence Jean Castleberry) - Alice (CBS) - Marion Ross (Marion Cunningham) - Happy Days (CBS) - Loretta Swit (Margaret Houlihan) - MASH (CBS)                                                                                     |
| Legjobb férfi mellékszereplő (drámasorozat) | Legjobb női mellékszereplő (drámasorozat) |
| - Stuart Margolin (Evelyn "Angel" Martin) - Rockford nyomoz (NBC) - Mason Adams (Charlie Hume) - Lou Grant (CBS) - Noah Beery, Jr. (Joseph Rockford) - Rockford nyomoz (NBC) - Joe Santos (Det. Dennis Becker) - Rockford nyomoz (NBC) - Robert Walden (Joe Rossi) - Lou Grant (CBS) | - Kristy McNichol (Letitia Lawrence) - Family (ABC) - Linda Kelsey (Billie Newman) - Lou Grant (CBS) - Nancy Marchand (Margaret Pynchon) - Lou Grant (CBS) |
| Legjobb férfi mellékszereplő (minisorozat vagy különkiadás) | Legjobb női mellékszereplő (minisorozat vagy különkiadás) |
| - Marlon Brando (George Lincoln Rockwell) - Roots: The Next Generations (ABC) (Epizód: "Part VII") - Ed Flanders (Calvin Coolidge) - Backstairs at the White House (NBC) (Epizód: "Book Two") - Al Freeman, Jr. (Malcolm X) - Roots: The Next Generations (ABC) (Epizód: "Part VII") - Robert Vaughn (Thomas Woodrow Wilson) - Backstairs at the White House (NBC) (Epizód: "Book One") - Paul Winfield (Dr. Horace Huguley) - Roots: The Next Generations (ABC) (Epizód: "Part V") | - Esther Rolle (Ruth) - Summer of My German Soldier (NBC) - Ruby Dee (Queen Haley) - Roots: The Next Generations (ABC) - Colleen Dewhurst (Mrs. O'Neil) - Silent Victory: The Kitty O'Neil Story (CBS) - Eileen Heckart (Eleanor Roosevelt) - Backstairs at the White House (NBC) - Celeste Holm (Florence Harding) - Backstairs at the White House (NBC) |

### Rendezők
| Legjobb rendező (vígjátéksorozat) | Legjobb rendező (drámasorozat) |
| --- | --- |
| - Barney Miller (ABC) (Epizód: "The Harris Incident") – Noam Pitlik - All in the Family (CBS) (Epizód: "California, Here We Are, Part II") – Paul Bogart - MASH (CBS) (Epizód: "Dear Sis") – Alan Alda - MASH (CBS) (Epizód: "Point of View") – Charles S. Dubin - Soap (ABC) (Epizód: "Episode #27") – Jay Sandrich | - The White Shadow (CBS) (Epizód: "Pilot") – Jackie Cooper - Lou Grant (CBS) (Epizód: "Murder") – Mel Damski - Lou Grant (CBS) (Epizód: "Prisoner") – Gene Reynolds - Lou Grant (CBS) (Epizód: "Schools") – Burt Brinckerhoff |
| Legjobb rendező (minisorozat vagy különkiadás) | |
| - Halálos véletlen (ABC) – David Greene - A nyomorultak (CBS) – Glenn Jordan - Silent Victory: The Kitty O'Neil Story (CBS) – Lou Antonio | |

### Forgatókönyvírók
| Legjobb forgatókönyv (vígjátéksorozat) | Legjobb forgatókönyv (drámasorozat) |
| --- | --- |
| - MASH (CBS) (Epizód: "Inga") – Alan Alda - All in the Family (CBS) (Epizód: "California, Here We Are - Part II") – Milt Josefsberg, Phil Sharp, Bob Schiller, Bob Weiskopf - MASH (CBS) (Epizód: "Point of View") – Ken Levine, David Isaacs - Saturday Night Live (NBC) (Epizód: "Műsorvezető - Richard Benjamin") - Taxi (ABC) (Epizód: "Blind Date") – Michael Leeson | - Lou Grant (CBS) (Epizód: "Dying") – Michele Gallery - Lou Grant (CBS) (Epizód: "Marathon") – Gene Reynolds - Lou Grant (CBS) (Epizód: "Vet") – Leon Tokatyan - The Paper Chase (CBS) (Epizód: "The Late Mr. Hart") – James Bridges |
| Legjobb forgatókönyv (minisorozat vagy különkiadás) | |
| - The Jericho Mile (ABC) – Patrick J. Nolan, Michael Mann - Backstairs at the White House (NBC) (Epizód: "Book One") – Paul Dubov, Gwen Bagni - Halálos véletlen (ABC) – Fay Kanin - Roots: The Next Generations (ABC) (Epizód: "Part I") – Ernest Kinoy - Summer of My German Soldier (NBC) – Jane-Howard Hammerstein                                                    | |

## Fordítás
- Ez a szócikk részben vagy egészben  a(z)   31st Primetime Emmy Awards című angol Wikipédia-szócikk fordításán alapul.  Az eredeti cikk szerkesztőit annak laptörténete sorolja fel. Ez a jelzés csupán a megfogalmazás eredetét és a szerzői jogokat jelzi, nem szolgál a cikkben szereplő információk forrásmegjelöléseként.